# Iyar
Iyar (ebraică standard: אייר iyyar, ebraică tiberiană: אִייָר 'ʾeiiār: din limba akkadiană aiyaru "boboc, inflorescență") este cea de-a opta lună a anului ecleziastic și a doua lună a anului civil în calendarul ebraic. Numele este de origine babiloniană. În Biblie este numită zif. Este o lună de primăvară de 29 de zile.

## Perioadă (5761–5860)
| Durata anului | Începutul lunii (calendar gregorian) | Sfârșitul lunii (calendar gregorian) |
| ------------- | ------------------------------------ | ------------------------------------ |
| 353 de zile   | 10 aprilie–27 aprilie                | 9 mai–26 mai                         |
| 354 de zile   | 10 aprilie–29 aprilie                | 9 mai–28 mai                         |
| 355 de zile   | 11 aprilie–29 aprilie                | 10 mai–28 mai                        |
| 383 de zile   | 29 aprilie–9 mai                     | 28 mai–7 iunie                       |
| 384 de zile   | 1 mai–9 mai                          | 30 mai–7 iunie                       |
| 385 de zile   | 30 aprilie–10 mai                    | 29 mai–8 iunie                       |

## Sărbători înIyar
| Zi/Zile | Celebrarea     | Notă |
| ------- | -------------- | --- |
| 4       | Yom Hazikaron  | Când 4 Iyar are loc într-o vineri, este anticipată pentru miercuri (2 Iyar). Când 4 Iyar are loc într-o joi, este anticipată pentru miercuri (3 Iyar). Când 4 Iyar are loc într-o duminică, este amânată pentru luni (5 Iyar). |
| 5       | Yom Haațmaut   | Când 5 Iyar are loc într-o șabat, este anticipată pentru joi (3 Iyar). Când 5 Iyar are loc într-o vineri, este anticipată pentru joi (4 Iyar). Când 5 Iyar are loc într-o luni, este amânată pentru marți (6 Iyar).            |
| 28      | Yom Yerușalaim | |